# Памятник Г. К. Петрову (Рязань)
Памятник Г. К. Петрову в Рязани установлен в сквере на Первомайском проспекте на территории Советского района города.

## Информация о памятнике
8 августа 1981 года в Рязани в сквере около Дома художника на Первомайском проспекте открыт памятник одному из двадцати шести бакинских комиссаров Г. К. Петрову. Расположен между корпусами ЖАКТа имени Ухтомского, со значительным отступом от красной линии улицы, напротив здания Артиллерийских казарм (ныне Рязанский военный гарнизонный госпиталь).
Один из примеров нестандартного решения мемориальных памятников историческому лицу в советской монументальной скульптуре второй половины XX века. Скульптор — Герой Социалистического Труда, народный художник СССР и академик АХ СССР Лев Ефимович Кербель, архитекторы — Георгий Георгиевич Лебедев и Николай Иванович Сидоркин.
Из мощного гранитного блока высотой 6,4 м выступает поясная горельефная фигура воина, в тщательно проработанном портрете которого автором была использована подлинная фотография, относящаяся к периоду деятельности Петрова на Кавказе. Соотношение фигуры с общей строгой массой блока придаёт облику героя некоторую романтичность, а костюм, шашка и слова «За власть Советов» в верхней части блока дополняют и уточняют характеристику его образа. На фасадной плите простая надпись: «Григорий Константинович Петров».
Памятник Г. К. Петрову сооружён на основании Распоряжения Совета министров РСФСР № 934-р от 20.07.1977.